# Gelencsér Gábor (esztéta)
Gelencsér Gábor (Budapest, 1961. október 11. – ) Balázs Béla-díjas magyar esztéta, filmkritikus, filmtörténész, egyetemi oktató, az Eötvös Loránd Tudományegyetem Bölcsészettudományi Kar Művészetelméleti és Médiakutatási Intézet Filmtudomány Tanszékének docense.

## Élete
1986-ban szerzett magyar-történelem szakos tanári, 1990-ben esztétika szakos előadói egyetemi diplomát. 1989 és 1997 között a Magyar Filmintézet munkatárs. 2001-ben PhD, 2008-ban habilitációs fokozatot szerzett. Az ELTE BTK MMI Filmtudomány Tanszékén oktat évek óta, de órákat adott már a Sapientia Erdélyi Magyar Tudományegyetem Kolozsvári Karán, a Pázmány Péter Katolikus Egyetemen, a Színház- és Filmművészeti Egyetemen, a Rajk Szakkollégiumban. Több doktori témavezetése volt.
Számos könyve, és kb. 300 szakcikke (tanulmány, kritika, recenzió) jelent meg különböző folyóiratokba. Lexikonokat, tanulmányköteteket, kézikönyveket, katalógusokat szerkesztett, illetve lexikon-szócikkek is fűződnek a nevéhez. 1990–1992 között a Filmkultúra, 1998–2002 között a Film-világ folyóiratok szerkesztője. A Pannonhalmi Szemlének főszerkesztője, a Metropolis szerkesztőbizottságának tagja.
Munkásságát 2007-ben Balázs Béla-díjjal, 2017-ben Szőts István-díjjal ismerték el.

## Könyvei
- Huszonöt magyar filmszemle 1965–1994, Könyvjelző Kiadó, Budapest, 1994, ISBN 9630438658
- Magyar filmesek a világban – Hungarians in Film, Magyar Filmunió, Budapest, 1996, ISBN 9630471345
- Magyar rendezők könyve, Magyar Filmintézet, Budapest, 1999, ISBN 9630385295
- 30 magyar filmszemle 1965–1999, Filmszemle Tanács, Budapest, 1999, ISBN 963-03-6734-3
- A Titanic zenekara. Stílusok és irányzatok a hetvenes évek magyar filmművészetében, Osiris Kiadó, Budapest, 2002, ISBN 9633892627 (Osiris Könyvtár-sorozat)
- Filmolvasókönyv. Írások filmművészeti kötetekről, Iskolakultúra, Pécs, 2003, ISBN 9636419469 (Iskolakultúra-könyvek-sorozat)
- Képkorszak. Szöveggyűjtemény a mozgóképkultúra és médiaismeret oktatásához, Korona Kiadó, Budapest, 2004, ISBN 9639036552
- Más világok. Filmelemzések, Palatinus Könyvesház Kft., Budapest, 2005, ISBN 963-9578-46-0, (Palatinus filmkönyvek-sorozat)
- Káoszkeringő. Gothár Péter filmjei, Novella Könyvkiadó, Budapest, 2006, ISBN 9639442313 (Filmesek kiskönyvtára-sorozat)
- Az eredendő máshol. Magyar filmes szólamok, Gondolat Kiadó, Budapest, 2014, ISBN 9789636934682
- Forgatott könyvek. A magyar film és az irodalom kapcsolata 1945 és 1995 között, Kijárat Kiadó, Budapest, 2015, ISBN 9786155160479 (Metropolis könyvtár-sorozat)
- Váratlan perspektívák. Jeles András filmjei, Kijárat Kiadó, Budapest, 2016, ISBN 9786155160585
- Magyar film 1.0., Holnap Kiadó, Budapest, 2017, ISBN 978-963-3491-41-6
- Örök varázs – Tóth János kinematográfus, MMA Kiadó Nonprofit Kft., Budapest, 2021, ISBN 9786156192080
- Közelkép – Portrék, témák, formák a magyar film történetéből, Gondolat Kiadói Kör, Budapest, 2022, ISBN 9789635562213
- Lopott boldogságok. Premodern magyar melodrámák (1957–1962), Kijárat Kiadó, Budapest, 2022, ISBN 9786155160967
- A láthatón túl. Máthé Tibor operatőr művészete, MMA Kiadó Nonprofit Kft., Budapest, 2024, ISBN 9786156668103

### Társszerzős művek
- (Gács Annával) Adoptációk. Film és irodalom egymásra találása, József Attila Kör – Kijárat Kiadó, Budapest, 2000, ISBN 9639136468